# Comuna Pidstavkî, Lîpova Dolîna
Pidstavkî (în ucraineană Підставки) este o comună în raionul Lîpova Dolîna, regiunea Sumî, Ucraina, formată din satele Melnîkove, Pidstavkî (reședința) și Slobidka.

## Demografie
Componența lingvistică a comunei Pidstavkî
     Ucraineană (96,66%)
     Rusă (3,21%)
Conform recensământului din 2001, majoritatea populației comunei Pidstavkî era vorbitoare de ucraineană (96,66%), existând în minoritate și vorbitori de rusă (3,21%).